# Placy
Pour l’article homonyme, voir Placy (Manche).
Placy est une ancienne commune française, située dans le département du Calvados en région Normandie, devenue le 1er janvier 2019 une commune déléguée au sein de la commune nouvelle de Cesny-les-Sources.
Elle est peuplée de 165 habitants.

## Géographie
La superficie de Placy est de 546 hectares (5,46 km2) avec une altitude minimum de 60 mètres et un maximum de 206 mètres.

## Toponymie
Le nom de la localité est attesté sous les formes Placei vers l'an 1000, Placeium en 1257.

## Histoire
Essentiellement agricole, cette commune a connu de grands seigneurs ; c'est au XVe siècle que la famille Dodeman est apparue dans le Cinglais, territoire entre l'Orne et Falaise implantée de terres à Cesny-Bois-Halbout. Cette famille acquiert le fief de Placy en 1511.
On retrouve des traces des seigneurs de Placy au travers de leurs armoiries décrites ainsi : « Sur un champ d'azur, une chouette au naturel perché sur un chicot de sable ». Ce blason a été découvert récemment dans l'église de Placy en rénovant un mur. Depuis, la commune en a fait son emblème.
Le 1er janvier 2019, Placy intègre avec quatre autres communes la commune de Cesny-les-Sources créée sous le régime juridique des communes nouvelles instauré par la loi no 2010-1563 du 16 décembre 2010 de réforme des collectivités territoriales. Les communes de Cesny-Bois-Halbout, Acqueville, Angoville, Placy et Tournebu deviennent des communes déléguées et Cesny-Bois-Halbout est le chef-lieu de la commune nouvelle.

## Politique et administration
| Période                                  | Période       | Identité     | Étiquette | Qualité                           |
| ---------------------------------------- | ------------- | ------------ | --------- | --------------------------------- |
| 1965                                     | mars 2008     | Jean Fossard | SE        |                                   |
| mars 2008                                | décembre 2018 | Louis Quirié | SE        | Salarié de coopérative (retraité) |
| Les données manquantes sont à compléter. |               |              |           |                                   |

## Démographie
En 2021, la commune comptait 165 habitants. Depuis 2004, les enquêtes de recensement dans les communes de moins de 10 000 habitants ont lieu tous les cinq ans (en 2004, 2009, 2014, etc. pour Placy) et les chiffres de population municipale légale des autres années sont des estimations.
| 1793 | 1800 | 1806 | 1821 | 1831 | 1836 | 1841 | 1846 | 1851 |
| ---- | ---- | ---- | ---- | ---- | ---- | ---- | ---- | ---- |
| 225  | 233  | 248  | 213  | 244  | 232  | 213  | 195  | 207  |

| 1856 | 1861 | 1866 | 1872 | 1876 | 1881 | 1886 | 1891 | 1896 |
| ---- | ---- | ---- | ---- | ---- | ---- | ---- | ---- | ---- |
| 217  | 227  | 225  | 226  | 196  | 174  | 190  | 175  | 173  |

| 1901 | 1906 | 1911 | 1921 | 1926 | 1931 | 1936 | 1946 | 1954 |
| ---- | ---- | ---- | ---- | ---- | ---- | ---- | ---- | ---- |
| 137  | 134  | 141  | 150  | 152  | 152  | 149  | 159  | 130  |

| 1962 | 1968 | 1975 | 1982 | 1990 | 1999 | 2004 | 2009 | 2014 |
| ---- | ---- | ---- | ---- | ---- | ---- | ---- | ---- | ---- |
| 121  | 112  | 106  | 96   | 107  | 125  | 132  | 129  | 157  |

| 2018 | - | - | - | - | - | - | - | - |
| ---- | - | - | - | - | - | - | - | - |
| 154  | - | - | - | - | - | - | - | - |

## Lieux et monuments
L'église Saint-Firmin est sous le patronage de l'abbaye du Val. L'édifice se compose d'un chœur et d'une nef rectangulaire formant un tout. L'ensemble date du XIIe ou du XIIIe siècle. À l'intérieur de l'église figure en plusieurs endroits le blason de la famille Dodeman, seigneur de Placy.

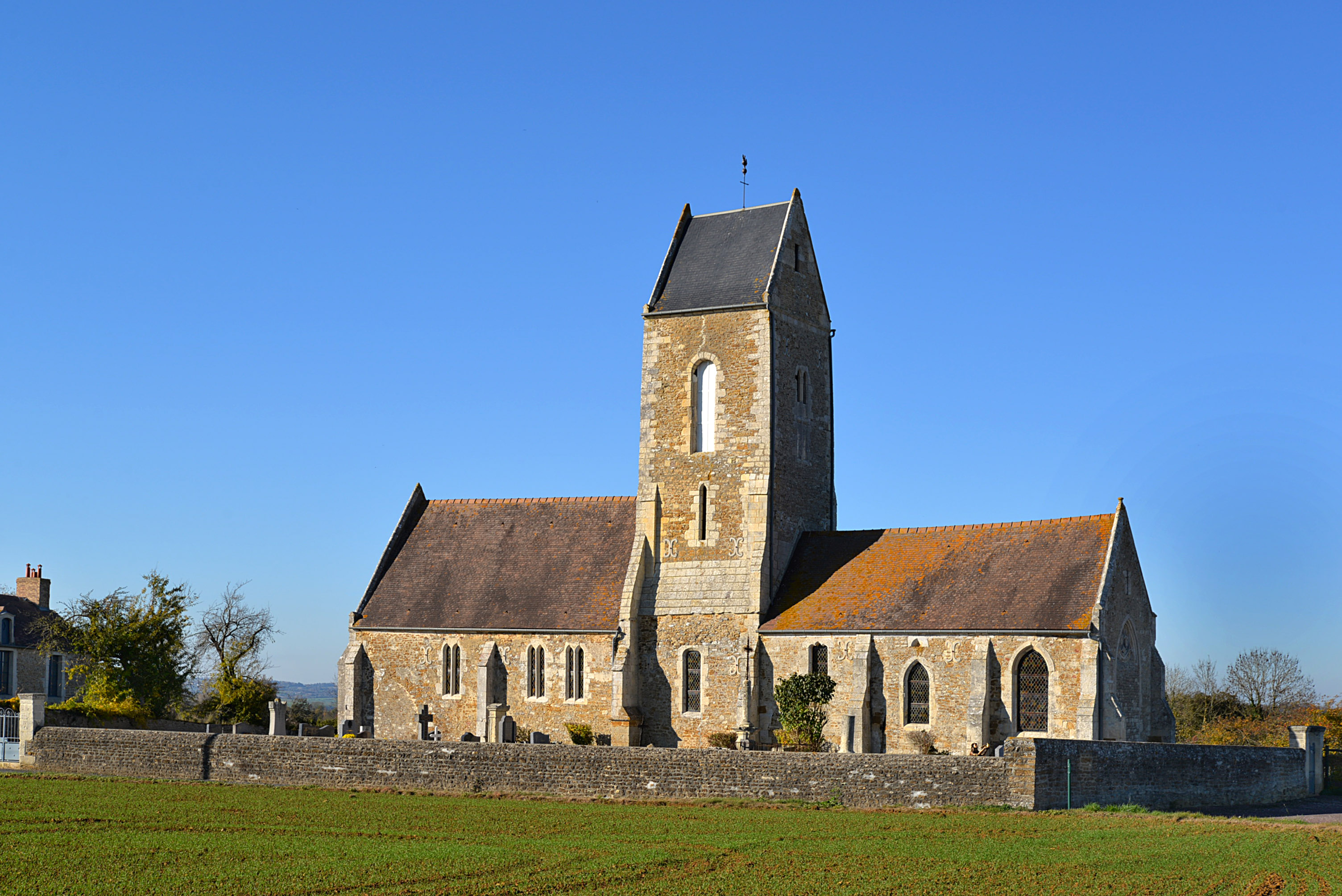
L'église Saint-Firmin.

Le château de Placy date du XVIe siècle.